# Тюрьма на Лонцкого
Тюрьма на Ло́нцкого (укр. Тюрма на Лонцького) — бывшая тюрьма во Львове.

## История
В 1889—1890 годах на перекрёстке улиц Леона Сапеги и Коперника на месте основе существующего здания было сооружено здание казарм австро-венгерской жандармерии. Архитектор Ю. К. Яновский выполнил здание в неоренессансном стиле. Здание собственно тюрьмы было пристроено уже в польский период, 1918—1920-х годах со стороны улицы Лонцкого. В тюремном корпусе размещался Четвёртый отдел Главной комендатуры государственной полиции, в полномочия которого входила борьба с антигосударственными организациями, такими как компартия и ОУН. Неофициально тюрьма предназначалась для политических заключённых. В 1935 году в здание был переведён следственный отдел полиции, а тюрьма стала использоваться в качестве следственного изолятора. Во время Львовского процесса 1936 года в тюрьме находились Степан Бандера, Ярослав Стецько, Николай Лебедь и другие оуновцы.
В 1939—1941 годах в здании находилась тюрьма № 1 на 1500 человек, а примыкающий к ней основной корпус занимало управление НКВД. После нападения Германии на СССР, в июне 1941 года в тюрьме работниками НКВД было расстреляно несколько сотен заключённых (924 человека, по данным Начальника тюремного отделения НКВД по Львовской области лейтенанта Лермана).
Расстрел заключённых был использован для пропаганды антиеврейских настроений и организации погрома; украинские националисты из ОУН(м) свозили евреев к тюрьме для выкапывания тел расстрелянных. Во время эксгумации украинские националисты жестоко избивали работающих евреев, а некоторых убивали.
В 1941—1944 годах здание было занято следственной тюрьмой гестапо, здесь размещались айнзац-группы СД. После вступления во Львов германских войск в тюрьме находился польский политический деятель и учёный Казимир Бартель. Тюремный двор был выложен плитами с могил старейшего еврейского кладбища Львова.
В 1944—1991 годах в здании размещался следственный отдел и следственный изолятор НКВД-МГБ-КГБ СССР, в 1991—2009 годах — МВД Украины.

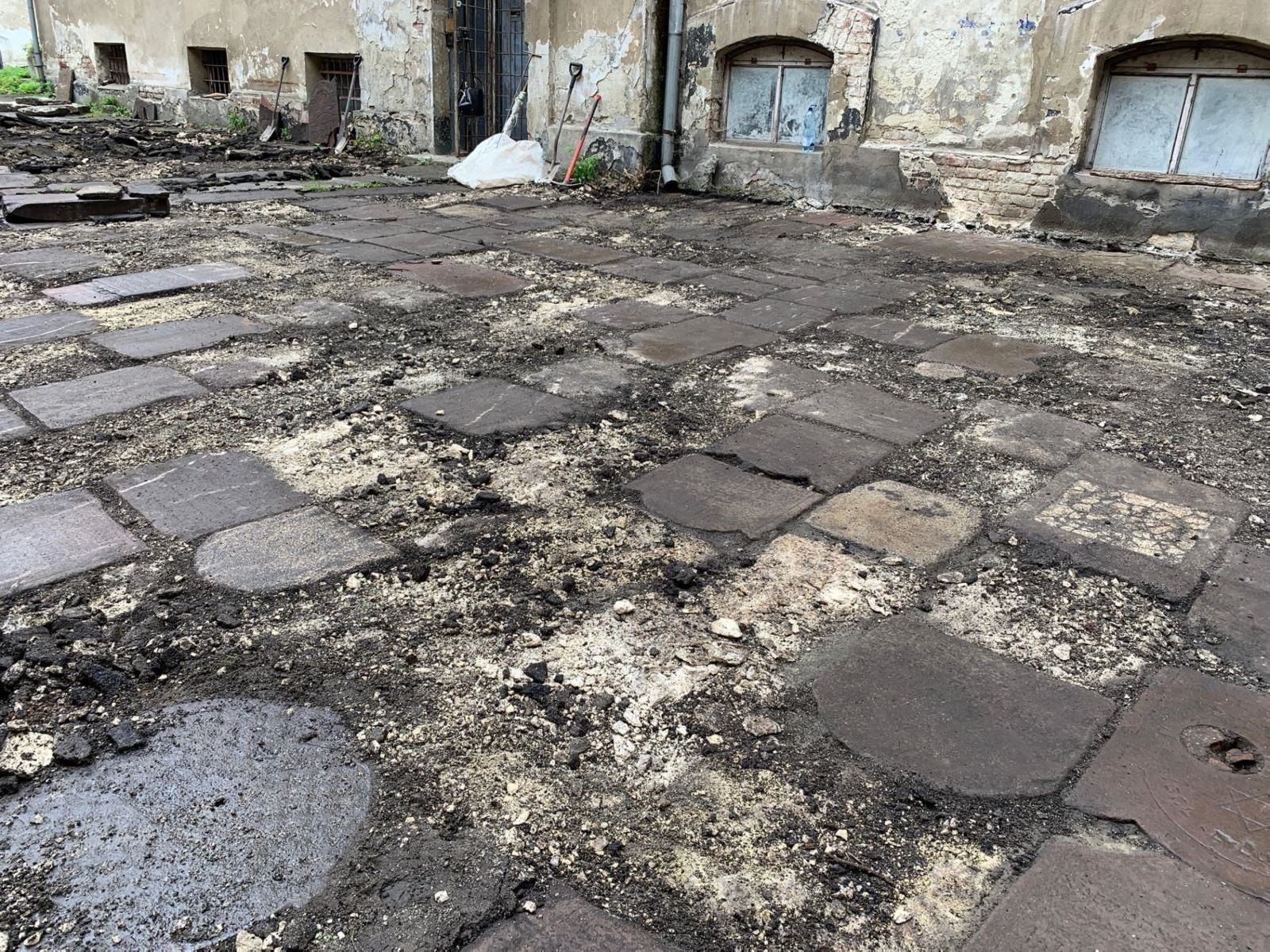
Еврейские надгробия, найденные во дворе тюрьмы на Лонцкого

Напротив здания тюрьмы, на площади М. Шашкевича в 1997 году был сооружён Памятник жертвам коммунистических преступлений.
Тюрьма была превращена в музей в 2009 году. Создателями музея стали Служба безопасности Украины и Центр исследований освободительного движения. Здесь же организован памятник жертвам коммунистических репрессий. На открытии музея присутствовали Екатерина Ющенко и глава СБУ Валентин Наливайченко, чьи высказывания вызвали протест польского МИДа. Фонд Екатерины Ющенко выделил музею 160 тысяч гривен. В конце 2009 года президент Украины Виктор Ющенко подписал указ о предоставлении «Музею-мемориалу жертв оккупационных режимов „Тюрьма на Лонцкого“» статуса национального.
20 сентября 2010 г. Президент Украины Виктор Янукович поручил премьер-министру Николаю Азарову и главе Службы безопасности Украины Валерию Хорошковскому передать львовский музей «Тюрьма на Лонцкого» в подчинение Институту национальной памяти.
Западные исследователи отмечают, что в экспозициях музея, на территории которого убивали евреев во время погрома 1941 года, замалчивается участие ОУН в этом погроме.
|                                                               |  |               |  |                       |  |                |
| Внешний вид здания со стороны ул. Ст. Бандеры (бывшая Сапеги) |  | Тюремный двор |  | Коридор второго этажа |  | Камера-душевая |